# Ayenia conciliata
Ayenia conciliata är en malvaväxtart som beskrevs av Cristobal. Ayenia conciliata ingår i släktet Ayenia och familjen malvaväxter. Inga underarter finns listade i Catalogue of Life.